# Літні Дефлімпійські ігри 2017
Дефлімпійські ігри 2017 — XXIII міжнародні дефлімпійські ігри, які проходили у місті Самсун (Туреччина) з 18 по 30 липня 2017 року.
Національна дефлімпійська збірна команда України (разом з тренерським штабом) була найбільшою за всю свою дефлімпійську історію — 290 осіб. Спортсмени-дефлімпійці України вперше взяли участь у 15 видах спорту.

## Види спорту
Змагання на Дефлімпійських іграх 2013 пройшли у 21 виді спорту: 16 індивідуальних та 5 командних.

### Індивідуальні
| - Легка атлетика - Бадмінтон - Вільна боротьба - Боулінг - Велосипедні гонки |  | - Гірський велосипед - Гольф - Греко-римська боротьба - Дзюдо - Карате - Настільний теніс |  | - Плавання - Спортивне орієнтування - Стрільба - Тхеквондо - Теніс |  |

### Командні
- Баскетбол
- Волейбол
- Гандбол
- Пляжний волейбол
- Футбол

## Учасники
Загалом в іграх взали участь 97 країн. Це була найбільша кількість країн за весь час змагань.

## Медальний залік
*   країна-господар (Туреччина)
| Місце   | Країна                  | Золото | Срібло | Бронза | Загалом |
| ------- | ----------------------- | ------ | ------ | ------ | ------- |
| 1       | Росія (RUS)             | 85     | 53     | 61     | 199     |
| 2       | Україна (UKR)           | 21     | 42     | 36     | 99      |
| 3       | Південна Корея (KOR)    | 18     | 20     | 14     | 52      |
| 4       | Туреччина (TUR)         | 17     | 7      | 22     | 46      |
| 5       | КНР (CHN)               | 14     | 9      | 11     | 34      |
| 6       | Японія (JPN)            | 6      | 9      | 12     | 27      |
| 7       | Іран (IRI)              | 5      | 9      | 20     | 34      |
| 8       | Венесуела (VEN)         | 5      | 5      | 8      | 18      |
| 9       | Кенія (KEN)             | 5      | 5      | 6      | 16      |
| 10      | США (USA)               | 5      | 3      | 8      | 16      |
| 11      | Білорусь (BLR)          | 4      | 9      | 3      | 16      |
| 12      | Китайський Тайбей (TPE) | 4      | 5      | 8      | 17      |
| 13      | Німеччина (GER)         | 4      | 5      | 3      | 12      |
| 14      | Велика Британія (GBR)   | 3      | 1      | 5      | 9       |
| 15      | Словаччина (SVK)        | 2      | 2      | 2      | 6       |
| 16      | Греція (GRE)            | 2      | 1      | 2      | 5       |
| 17      | Куба (CUB)              | 2      | 1      | 0      | 3       |
| 18      | Чехія (CZE)             | 2      | 0      | 2      | 4       |
| 19      | Таїланд (THA)           | 2      | 0      | 0      | 2       |
| 20      | Литва (LTU)             | 1      | 5      | 7      | 13      |
| 21      | Італія (ITA)            | 1      | 3      | 8      | 12      |
| 22      | Польща (POL)            | 1      | 3      | 7      | 11      |
| 23      | Хорватія (CRO)          | 1      | 3      | 2      | 6       |
| 24      | Франція (FRA)           | 1      | 2      | 6      | 9       |
| 25      | Казахстан (KAZ)         | 1      | 1      | 5      | 7       |
| 26      | Індія (IND)             | 1      | 1      | 3      | 5       |
| 27      | Швейцарія (SUI)         | 1      | 1      | 0      | 2       |
| 28      | Бразилія (BRA)          | 1      | 0      | 4      | 5       |
| 29      | Норвегія (NOR)          | 1      | 0      | 1      | 2       |
| 29      | Сінгапур (SGP)          | 1      | 0      | 1      | 2       |
| 31      | Латвія (LVA)            | 1      | 0      | 0      | 1       |
| 31      | Мексика (MEX)           | 1      | 0      | 0      | 1       |
| 33      | Монголія (MGL)          | 0      | 4      | 5      | 9       |
| 34      | Грузія (GEO)            | 0      | 2      | 1      | 3       |
| 35      | ПАР (RSA)               | 0      | 2      | 0      | 2       |
| 36      | Вірменія (ARM)          | 0      | 1      | 4      | 5       |
| 37      | Індонезія (INA)         | 0      | 1      | 1      | 2       |
| 37      | Португалія (POR)        | 0      | 1      | 1      | 2       |
| 39      | Еквадор (ECU)           | 0      | 1      | 0      | 1       |
| 39      | Малайзія (MAS)          | 0      | 1      | 0      | 1       |
| 39      | Швеція (SWE)            | 0      | 1      | 0      | 1       |
| 42      | Киргизстан (KGZ)        | 0      | 0      | 4      | 4       |
| 43      | Болгарія (BUL)          | 0      | 0      | 3      | 3       |
| 44      | Австрія (AUT)           | 0      | 0      | 1      | 1       |
| 44      | Єгипет (EGY)            | 0      | 0      | 1      | 1       |
| 44      | Естонія (EST)           | 0      | 0      | 1      | 1       |
| 44      | Фінляндія (FIN)         | 0      | 0      | 1      | 1       |
| 44      | Угорщина (HUN)          | 0      | 0      | 1      | 1       |
| 44      | Ізраїль (ISR)           | 0      | 0      | 1      | 1       |
| 44      | Нідерланди (NED)        | 0      | 0      | 1      | 1       |
| 44      | Іспанія (ESP)           | 0      | 0      | 1      | 1       |
| Всього: | Всього:                 | 219    | 219    | 294    | 732     |

## Спортивні об'єкти
| Спортивні об'єкти                          | Місто                          | Вид спорту           |
| ------------------------------------------ | ------------------------------ | -------------------- |
| Ількадимський легкоатлетичний стадіон      | Ількадим                       | Легка атлетика       |
| Спортивний зал Бафри                       | Бафра                          | Бадмінтон            |
| Спортивний зал імені Бахаттіна Екінджі     | Теккекьой                      | Баскетбол            |
| Спортивний зал імені Яшара Догу            | Теккекьой                      | Баскетбол            |
| Пляжний волейбольний майданчик в Ількадимі | Ількадим                       | Пляжний волейбол     |
| Зал боулінгу Самсуна                       | Ількадим                       | Боулінг              |
| Район імені 19-го травня                   | Ондокузмаїс                    | Велосипедні перегони |
| Самсунський стадіон імені 19-го травня     | Теккекьой                      | Футбол               |
| Стадіон Чаршамби                           | Чаршамба                       | Футбол               |
| Стадіон Бафри                              | Бафра                          | Футбол               |
| Поле для гольфу в Самсуні                  | Атакум                         | Гольф                |
| Спортивний зал Чаршамби                    | Чаршамба                       | Гандбол              |
| Спортивний зал імені Ататюрка              | Джанік                         | Дзюдо                |
| Спортивний зал імені Ататюрка              | Джанік                         | Карате               |
| Спортивний зал імені Ататюрка              | Джанік                         | Тхеквондо            |
| Траса для гірського велосипеда             | Університет імені 19-го травня | Гірський велосипед   |
| Стрільбище Бафри                           | Бафра                          | Стрільба             |
| Атакумський олімпійський басейн            | Атакум                         | Плавання             |
| Спортивний зал для стрільби з лука         | Ількадим                       | Настільний теніс     |
| Самсунський тенісний клуб                  | Джанік                         | Теніс                |
| Спортивний зал імені Хасана Догана         | Джанік                         | Волейбол             |
| Спортивний зал імені Мустафи Дагистанли    | Ількадим                       | Волейбол             |
| Кавацький спортивний зал                   | Кавак                          | Боротьба             |

## Талісман
Офіційний талісман літніх дефлімпійських ігор 2017 року було представлено 13 червня 2017 року. Він являє собою місцевого чоловіка, який носить регіональний наряд. Назва талісмана була обрана як «Чакир» (тур. Çakır, дос. «сіро-блакитний») після голосування на офіційному вебсайті дефлімпійських ігор.